# Divisionsforeningen
Foreningen af Divisionsklubber i Danmark (in italiano Associazione dei club di Lega della Danimarca), comunemente indicata come Divisionsforeningen o abbreviato in DF, è un'associazione danese senza scopo di lucro finalizzata all’organizzazione dei quattro principali campionati di calcio, la Superligaen, la 1. Division, la 2. Division e la 3. Division.
Divisionsforeningen è uno dei due membri della Federazione calcistica della Danimarca ed è soggetto alle leggi e ai regolamenti della federazione nazionale. Il segretariato della lega è situato insieme agli uffici della Federcalcio danese a Brøndby. Cura anche la Coppa di Danimarca e la Danish Reserve League per conto della FA danese, ed è responsabile della negoziazione dei diritti televisivi per i quattro campionati professionistici e il torneo di coppa nazionale.
Fondata originariamente il 2 febbraio 1969 con il nome Foreningen af 1. divisionsklubber under DBU come associazione riservata esclusivamente ai club della massima serie, è stata ribattezzata Foreningen af Fodbold Divisionsklubber i Danmark dopo l'inclusione dei club in seconda divisione nel 1970 e in terza divisione nel 1971. La lega danese è stata la fondatrice del torneo di calcio nordico, la Royal League, che veniva gestito in collaborazione con le corrispondenti organizzazioni svedesi e norvegesi, e aveva anche precedentemente organizzato la Coppa di Lega danese. La Lega è stata uno dei 14 membri fondatori nel 1997 di European Leagues. Nel febbraio 2014 è stato firmato un accordo di associazione tra Divisionsforeningen e Kvindedivisionsforeningen (KDF) con l'obiettivo di rafforzare la cooperazione reciproca e lo sviluppo dei club di calcio d'élite sia maschili che femminili.

## Storia
Su iniziativa del Kjøbenhavns BK, il 19 dicembre 1968 gli altri undici club di massima serie furono invitati a un briefing a Copenaghen il 19 gennaio 1969 per discutere la formazione di un'organizzazione di lega, che potesse affrontare le questioni comuni che riguardano i club come gli stipendi ai giocatori e agli allenatori, i costi televisivi e radiofonici, le tariffe degli stadi, i grandi eventi e i giorni delle partite nazionali rispetto ai giorni delle partite per i club. Il Kjøbenhavns BK aveva già ventilato l'idea di formare un organo consultivo composto da club della DBU Copenhagen (KBU), ma all'epoca non ottenne il sostegno necessario. L'organizzazione fu fondata formalmente in una riunione il 2 febbraio 1969 presso gli uffici di Kjøbenhavns BK e si chiamava Foreningen af 1. divisionsklubber under DBU. Come indicato dal nome, i membri dell'organizzazione erano 14 club: i 12 club che hanno preso parte alla 1ª divisione danese del 1969 e alla stagione precedente, i due club retrocessi. L'allora presidente del BK Frem, Svend Petersen, fu scelto come primo presidente della nuova associazione, il vicepresidente del Kjøbenhavns BK, Børge Pockendahl, fu scelto come vicepresidente, Sonny Thomsen di Aalborg BK divenne il tesoriere, mentre il resto del consiglio comprendeva Ejvind Sørensen (presidente di B 1909) e Svend Erik Bang Sørensen (Aarhus GF). L'organizzazione non è stata vista come una protesta contro la Federcalcio danese (DBU) e l’organizzazione delle federazioni calcistiche regionali (LFU).
La prima riunione del consiglio direttivo dell'associazione ebbe luogo ad Aalborg il 4 aprile 1969 e si concluse con un accordo sull'aspetto delle quote d'ingresso identiche e a metà prezzo per le partite della massima divisione per bambini e pensionati di vecchiaia e invalidità in tutto il mondo. intero paese – i club della 2ª e 3ª divisione hanno ricevuto una raccomandazione da parte dell'associazione per introdurre lo stesso schema. L'iniziativa è stata accolta con favore dalla Federcalcio danese, che si è offerta di fornire il amministrazione. Si è deciso inoltre di esaminare la possibilità di stipulare un'assicurazione collettiva contro gli infortuni per i 25 migliori giocatori dei club – l'assicurazione di tutti i giocatori dei 14 club è stata ritenuta non valida finanziariamente fattibile. Una condanna del comitato televisivo del Danmarks Idrætsforbund per aver consentito una trasmissione televisiva dei Campionati mondiali di hockey su ghiaccio del 1969 nello stesso tempo come la prima del Danmarksturneringen, discussione sui contratti per la pubblicità sulle magliette da allenamento, attenzione allo sfruttamento non retribuito dei giocatori in un contesto pubblicitario, discussione sull'esborso di denaro ai giocatori, questione dei contratti standard e identici All'ordine del giorno della riunione c'erano anche gli stipendi degli allenatori professionisti e la creazione di una collaborazione con l’associazione svedese corrispondente. Due membri del consiglio hanno dichiarato che la nuova associazione lavorerà per rendere il gioco del calcio in Danimarca più attraente, compresa l'intrattenimento durante le partite con l'obiettivo di attirando più spettatori.
Al momento della formazione dell'organizzazione della lega, è stato deciso di non includere inizialmente i club della 2ª e 3ª divisione. I club della 2ª divisione divennero membri nel 1970, mentre i club della 3ª divisione lo divennero nel 1971. I club retrocessi nella quarta divisione perdevano la loro adesione. Nonostante una lega professionistica danese di breve durata (Dansk Professionelt Fodboldforbund; DPF), fondata nel 1977, non riuscì a organizzare alcuna attività, questo sforzo probabilmente influenzò la FA danese ad allentare le normative sul dilettantismo nel 1978. Divisionsforeningen, la cui missione originaria era quella di legalizzare il calcio professionistico in Danimarca, sarebbe diventata da allora in poi l'unico rappresentante del calcio professionistico danese per club.
Dal 1999, la Divisionsforeningen e la sua associazione dei datori di lavoro ("Divisionsforeningens Arbejdsgiverforening"), che rappresentano le squadre di calcio, hanno stipulato contratti collettivi per il settore del calcio professionistico con la Associazione danese dei calciatori. Per porre fine ad una lunga controversia riguardante il pagamento dei trasferimenti per giocatori di età inferiore ai 23 anni e un conflitto durato una settimana nell'agosto 2004, con Spillerforeningen, le rinnovate trattative hanno portato alla firma di un nuovo contratto collettivo triennale l'11 ottobre 2004, che prevede, tra le altre cose, commissioni di trasferimento in determinate circostanze.

## Organico della Lega
L'organico della Lega corrisponde alle 48 società iscritte alla Superligaen, alla 1. Division, alla 2. Division e alla 3. Division

## Elenco dei presidenti
- Svend Petersen, BK Frem (1969–1979)
- Hans Bjerg-Pedersen, Lyngby BK (1979–1994)
- Peter Iversen, AC Horsens (1994–2003)
- Thomas Christensen, BK Skjold e Odense BK (2003–presente)